# Parfum

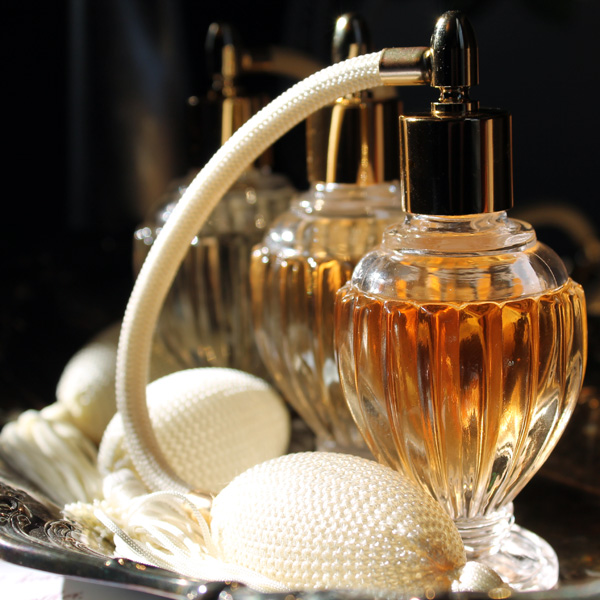
Parfumflacon met verstuiver

Parfum is een geurend mengsel dat bestaat uit mengsel van geurstoffen in een oplosmiddel. Het woord 'parfum' is afgeleid van het Latijnse woord 'per fumum', wat 'door middel van rook' betekent en verwijst naar de traditionele methode om 'geur' te verspreiden in de oudheid. Parfum werd al in de oudheid sinds drieduizend jaar voor Christus  gebruikt voor cosmetische doeleinden en om bij religieuze ceremonies het lichaam te zuiveren. 

## Samenstelling
Bij de gangbaarste parfums is dat oplosmiddel alcohol, maar parfums op basis van vettige stoffen zijn in opkomst. Daarnaast bevat parfum vaak een fixatiemiddel en ook één of meer kleurstoffen.De geurstoffen zijn grofweg te verdelen in aromachemicaliën, etherische olie en andere geurende plantenextracten zoals tincturen, absolues, resinoïden en concrètes. Dierlijke geurstoffen zoals ambergris, muskus, civet en castoreum worden vrijwel niet meer gebruikt. De geurstoffen voor zalven, wateren en geparfumeerde oliën werden vooral verkregen door  maceratie en extractie van stoffen uit aromatische planten, houtsoorten en harsen.

## Geurspoor
Parfum laat een individueel geurspoor achter als dit op de huid wordt gedragen. Dit spoor, ook wel sillage ("kielzog" in het Frans) genoemd, is per individu verschillend vanwege de interactie tussen huid en parfum. De geur verspreidt zich achter de drager terwijl deze zich voortbeweegt, is onafhankelijk van de sterkte van het parfum maar wordt beïnvoed door de beweging, de omgevingswarmte en de individuele huideigenschappen. Aan het parfum toegevoegde hulpstoffen als muskus kunnen het effect versterken.

## Parfumtypen
- Parfum of parfumextract: 20-40% geurbestanddelen
- Eau de parfum: 15-20% geurbestanddelen
- Eau de toilette: 5-15% geurbestanddelen
- Eau de cologne: 2-5% geurbestanddelen
- Eau de solide: ca. 1% geurbestanddelen

Een mengsel bestaande uit 80 tot 95% alcohol en water wordt gebruikt als oplosmiddel voor de geurbestanddelen.
De alcohol verdampt vrij snel, maar de geurbestanddelen blijven op de huid achter en vervluchtigen in de uren na het opbrengen. Bij het aanbrengen van een parfum is het belangrijk niet direct te willen ruiken, de neus zal immers tijdelijk verdoofd worden door nog verdampende oplosmiddelen.
Omdat sommige bestanddelen van een parfum snel vervluchtigen en andere bestanddelen lang op de huid blijven, ruikt een parfum niet telkens hetzelfde; net opgebracht zijn andere geuren dominanter dan na een paar uur.
Een klassiek opgebouwd parfum bestaat uit drie soorten "noten": topnoten, hartnoten en basisnoten.
- Topnoten (bovennoten, hoofdnoten, tête) zijn de geuren die in de eerste minuten na het opbrengen dominant zijn. Deze geuren zijn vooral belangrijk bij de verkoop van het parfum, na een minuut of tien zijn ze niet of nauwelijks meer te ruiken. De bovennoten van een geur zijn bedoeld om aandacht te trekken en stralen de eerste en verrassende indruk van een geur uit. Typische topnoten zijn citrusgeuren.
- Hartnoten (middennoten, cœur) zijn de geuren die opkomen nadat de topnoten grotendeels verdwenen zijn, zo'n tien minuten na het opbrengen. Vrijwel alle bloemengeuren zijn hartnoten. Het hart is misschien wel het belangrijkste deel van het parfum.
- Basisnoten (grondnoten, fond) zijn de geuren die als laatste overblijven, nadat de hartnoten grotendeels vervluchtigd zijn. Dit is meestal één à twee uren na het opbrengen van het parfum. Basisnoten kunnen vele uren geur af blijven geven. Voorbeelden van basisnoten zijn houtsoorten zoals sandelhout en harsen zoals olibanum.

## Classificatie
Om onderscheid te kunnen maken tussen de vele duizenden parfums die er zijn, waren en zijn er diverse methodes om parfums te classificeren in verschillende groepen.
De meest gebruikte is de classificatie van de Franse vereniging van parfumeurs: Société Française des Parfumeurs.
Zij hanteren een indeling in zeven hoofdgroepen:
- Hesperidée, ofwel citrusachtig
- Florale, ofwel bloemachtig
- Fougère, een fantasiegeur
- Chypre, een andere fantasiegeur
- Boisée, ofwel houtachtig
- Ambrée, amber, ook wel oosters of oriental
- Cuir, ofwel leer.

Elke groep is weer onderverdeeld in diverse subgroepen.

## Beroemde parfums
| Jaar | Naam                      | Bedrijf               | Parfumeur                                          |
| ---- | ------------------------- | --------------------- | -------------------------------------------------- |
| 1709 | Eau de cologne            | Johann Maria Farina   | Johann Maria Farina                                |
| 1792 | 4711 Echt Kölnisch Wasser | 4711                  | Wilhelm Mühlens                                    |
| 1795 | Le Vainqueur              | Parfums Rancé1795     | François Rancé                                     |
| 1798 | Eau Vivifiante            | Parfum Lubin          | Pierre François Lubin                              |
| 1882 | Fougère royal             | Houbigant             | Paul Parquet                                       |
| 1889 | Jicky                     | Guerlain              | Aimé Guerlain                                      |
| 1912 | L'Heure Bleue             | Guerlain              | Jacques Guerlain                                   |
| 1917 | Chypre                    | François Coty         | François Coty                                      |
| 1919 | Mitsouko                  | Guerlain              | Jacques Guerlain                                   |
| 1919 | Tabac Blond               | Caron                 | Ernest Daltroff                                    |
| 1921 | Nº5                       | Chanel                | Ernest Beaux                                       |
| 1925 | Shalimar                  | Guerlain              | Jacques Guerlain                                   |
| 1927 | Arpège                    | Lanvin                | André Fraysse                                      |
| 1929 | Soir de Paris             | Bourjois              | Ernest Beaux                                       |
| 1930 | Joy                       | Jean Patou            | Henri Alméras                                      |
| 1932 | Je Reviens                | House of Worth        | Maurice Blanchet                                   |
| 1934 | Pour Un Homme             | Caron                 | Ernest Daltroff                                    |
| 1945 | Femme                     | Rochas                | Edmond Roudnitska                                  |
| 1947 | Vent Vert                 | Balmain               | Germaine Cellier                                   |
| 1948 | L'Air du temps            | Nina Ricci            | Françis Fabron                                     |
| 1956 | Diorissimo                | Christian Dior        | Edmond Roudnitska                                  |
| 1959 | Monsieur                  | Givenchy              | Michel Hy                                          |
| 1959 | Cabochard                 | Parfums Grès          | Bernard Chant                                      |
| 1966 | Eau Sauvage               | Christian Dior        | Edmond Roudnitska                                  |
| 1969 | Ô                         | Lancôme               | Robert Gonnon                                      |
| 1973 | Charlie                   | Revlon                | Harry A. Cuttler                                   |
| 1977 | Opium                     | Yves Saint Laurent    | Jean-Louis Sieuzac                                 |
| 1978 | Azzaro Pour Homme         | Azzaro                | Gérard Anthony, Martin Heiddenreich, Richard Wirtz |
| 1978 | Bluebell                  | Penhaligon's          | Michael Pickthall                                  |
| 1978 | Magie Noire               | Lancôme               | G. Goupy / J-C Niel                                |
| 1979 | Anaïs Anaïs               | Cacharel              | Raymond Chaillan/Roger Pellegrino                  |
| 1981 | Nombre Noir               | Shiseido              | Jean-Yves Leroy                                    |
| 1981 | Giorgio                   | Giorgio Beverly Hills | M.L. Quince, Francis Camail en Harry Cuttler       |
| 1983 | Paris                     | Yves Saint Laurent    | Sophia Grojsman                                    |
| 1984 | Coco                      | Chanel                | Jacques Polge                                      |
| 1985 | Poison                    | Christian Dior        | Jean Guichard                                      |
| 1987 | Lou Lou                   | Cacharel              | Jean Guichard                                      |
| 1988 | Eternity                  | Calvin Klein          | Sophia Grojsman                                    |
| 1990 | Trésor                    | Lancôme               | Sophia Grojsman                                    |
| 1991 | Dune                      | Dior                  | Jean-Louis Sieuzac                                 |
| 1992 | Angel                     | Thierry Mugler        | Olvier Cresp                                       |
| 1993 | Jean-Paul Gaultier        | Jean-Paul Gaultier    | Jacques Cavallier                                  |
| 1995 | CK One                    | Calvin Klein          | Harry Fremont en Alberto Morillas                  |
| 1996 | Acqua di Gió Pour Homme   | Giorgio Armani        | Alberto Morillas                                   |
| 1999 | J’Adore                   | Christian Dior        | Calice Becker                                      |
| 2001 | Coco Mademoiselle         | Chanel                | Jacques Polge                                      |
| 2011 | Oud                       | Mona di Orio          | Mona di Orio                                       |
| 2015 | Sauvage                   | Dior                  | Francois Demachy                                   |
| 2015 | Acqua di Gió Profumo      | Giorgio Armani        | Alberto Morillas                                   |
| 2018 | Summer Snow               | Glenn Bracke          | Bertrand Duchaufour                                |
| 2021 | Miss Dior                 | Christian Dior        | François Demachy                                   |